# DVI (TeX)
Pour les articles homonymes, voir DVI.

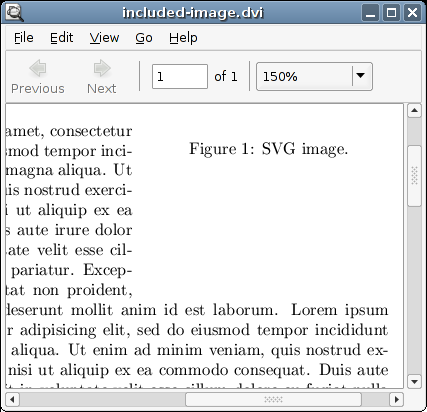
Aperçu d'un document DVI avec le lecteur Evince

DVI est un format ouvert de composition typographique créé pour le système de composition de texte TeX. DVI est l'abréviation de device-independent, ce qui signifie « indépendant du type d'unité (ou périphérique) ». Ainsi, un fichier DVI peut être imprimé sur presque n'importe quel type d'appareil de sortie typographique.
Il s'agit d'un format binaire, les fichiers DVI résultant de la compilation d'un document TeX n'ayant pas vocation à être humainement lisible. Ce format sert d'intermédiaire entre un document TeX et un pilote d'impression.
Les fichiers DVI peuvent être visualisés ou imprimés avec les programmes Evince, xdvi, gv ou okular sous UNIX et yap sous Windows ou sur un simple navigateur Web avec Google Documents.
Sous Windows, la façon la plus simple de lire des fichiers .dvi est d'installer le logiciel MiKTeX qui comprend le logiciel Yap, un lecteur de fichiers .dvi. L'association des fichiers .dvi au lecteur Yap est automatique. MiKTeX gère aussi les fonts (polices de caractères) nécessaires. MiKTex et Yap sont des logiciels libres. 
Les fichiers DVI peuvent être transformés en de nombreux autres formats comme PostScript, PDF.
Le traitement le plus classique pour imprimer un fichier DVI consiste à le convertir en PostScript à l'aide de dvips. En particulier, pour l'inclusion des graphiques, ainsi que pour l'utilisation de certaines polices (font), c'est l'outil de référence. Les outils de visualisation comme xdvi essayent de reproduire son comportement, mais n'y parviennent pas toujours, par exemple pour la gestion de la couleur.
Dans certains cas, il est possible de récupérer le contenu texte du fichier LaTeX initial à partir du DVI. Pour cela, convertir en PDF par dvipdf puis convertir à partir du PDF vers du texte brut par pdftotext (Attention, les labels et formules sont ainsi perdus).
Le format DVI produit des fichiers en général petits, mais moins portables que son nom ne l'indique. En particulier, un document DVI n'est pas autonome : il ne contient ni les fontes ni les images utilisées par le document. Sur un ordinateur où ces fontes/images sont absentes, le document apparaitra déformé ou avec des trous.
Le format DVI est précisément documenté à plusieurs endroits. En particulier dans les sources des programmes dvitype, metafont, et TeX. Ces programmes sont écrits dans un langage informatique mêlant le code proprement dit avec sa documentation. Ils se présentent sous la forme de fichiers portant l'extension web. Le programme weave les transforme en documents TeX (TeX, et non pas LaTeX), compilables, qui correspondent au source documenté mis en forme. La meilleure documentation du format DVI est obtenue de cette façon, par exemple à partir du source du programme dvitype.